# Vittore Pisani
Vittore Pisani (Roma, 23 febbraio 1899 – Como, 22 dicembre 1990) è stato un glottologo italiano.
Nome di spicco della linguistica italiana del '900, alla sua scuola si sono formati numerosi studiosi che hanno raggiunto importanti cattedre in Italia e all'estero.

## Biografia

### La formazione e i primi studi
Nonostante avesse conseguito la maturità in un liceo moderno, senza quindi un'adeguata preparazione classica (apprese infatti da autodidatta il greco e la stessa glottologia), nel 1916 s'iscrisse alla facoltà di Lettere della Sapienza per il corso di laurea in Filologia classica e si laureò nel 1921 col grecista Nicola Festa discutendo una tesi sull'Elena di Euripide. Dopo la laurea studiò da autodidatta il sanscrito e nel 1923, su suggerimento di un amico sanscritista, acquistò in una libreria antiquaria di Roma una copia della Vergleichende Grammatik del fondatore dell'indoeuropeistica, Franz Bopp. Venne così a conoscenza della linguistica indoeuropea, o "indeuropea", come preferiva dire, e cominciò a cimentarsi nei diversi aspetti relativi alle culture espresse nelle lingue indoeuropee.

### L'attività accademica e di ricerca
Nel 1930 ottenne la libera docenza in Glottologia e dal 1933 fu professore incaricato di Storia comparata delle lingue classiche a Firenze; dal 1935 docente straordinario di Glottologia a Cagliari e infine, dal 1938 al 1969, ordinario alla Statale di Milano; dal 1939 socio corrispondente dell'Istituto lombardo di scienze e lettere, ne diventò membro effettivo nel 1952. Nel 1946 fondò la rivista Paideia e l'anno successivo il Sodalizio glottologico milanese, che promosse vari convegni internazionali. Dal 1969 fu socio corrispondente dell'Accademia Nazionale dei Lincei. Collaborò all'Enciclopedia Italiana nella sezione di linguistica. Nel 1985 fu insignito del Premio Feltrinelli per i suoi meriti filologici e linguistici.
Morì all'ospedale S. Anna di Como il 22 dicembre 1990, quando era divenuto per età il decano dei linguisti italiani allora viventi.

## Opere principali
- Grammatica dell'antico indiano, 1930-1933, SBN CUB0509160.
- Geolinguistica e indoeuropeo, 1939, SBN CUB0509155.
- L'Etimologia. Storia, questioni, metodo, Milano, Casa editrice Renon, 1947.
- Manuale storico della lingua latina, 1948, ISBN 88-7011-022-2.
- Storia delle letterature antiche dell'India, 1954, SBN VIA0017985.
- Indoeuropeo ed Europa, 1974, SBN PUV0605726.
- Lingue preromane d'Italia: origini e fortune, 1978.
- Lezioni sul lessico inglese, 2ª ed., Brescia, Paideia Editrice, 1976  [Milano, 1947], SBN SBL0057913.
- Manuale storico della lingua greca, Brescia, Paideia Editrice, 1973  [1ª ed.: Firenze, Sansoni, 1947], SBN TO00002990.

La bibliografia completa delle pubblicazioni di Vittore Pisani è stata raccolta in  Ciro Santoro e Maria Teresa Laporta (a cura di), Vittore Pisani glottologo (1899-1990). Bibliografia degli scritti, Galatina (LE), Congedo, 1991, ISBN 88-7786-478-8.